# Тексты Саркофагов

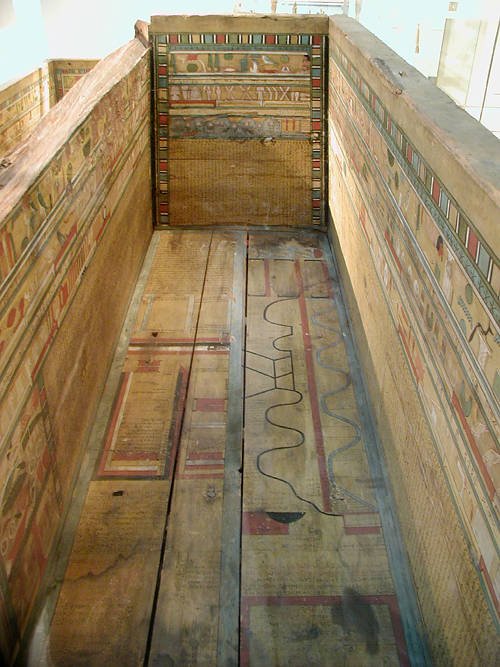
Расписной саркофаг Гуа (ок. 1985-1795 годы до н.э.), XII династия. Британский музей

«Те́ксты саркофа́гов» — коллекция древнеегипетских погребальных заклинаний, высеченных на поверхности саркофагов. Впервые данные надписи появились во времена Первого переходного периода. Эти тексты частично позаимствованы из более ранних источников, таких как Тексты пирамид, но в отличие от них Тексты саркофагов содержат существенно новые материалы, связанные с повседневными нуждами человека. Это говорит о том, что данные тексты использовались не только царской знатью, но и простыми богатыми людьми. Теперь простые египтяне могли позволить себе изготовление саркофага с подобными погребальными заклинаниями. Отныне не только фараоны имели право на загробную жизнь, но и простые египтяне.
Большая часть текстов, написанных на саркофагах, относится к периоду Среднего Царства. Однако иногда подобные надписи встречаются на стенах гробниц, на поверхности сундуков, каноп, в папирусах и даже на масках мумий. Из-за ограниченности поверхности, на которую наносились тексты, они часто подвергались сокращению, что в свою очередь привело к появлению сокращённой и полной версии подобных заклинаний, некоторые из которых позднее были скопированы в Книгу мёртвых.

## Содержание
В отличие от текстов пирамид, которые сосредоточены в основном на всём божественном, тексты саркофагов фокусируются на подземном царстве Дуат, управляемом Осирисом. В текстах саркофагов Осирис предлагает загробную жизнь каждому, автоматически присваивая умершим имена с приставкой «Осирис». Это подземное царство описывается как место, полное ужасных существ, ловушек и опасностей, которые умерший должен преодолеть. Заклинания, записанные в Текстах саркофагов, позволяют умершим защитить себя от опасностей и избежать тем самым второй смерти.
Принципиально новой особенностью текстов саркофагов (в сравнении с текстами пирамид) можно назвать возникновение идеи о том, что все люди будут судимы Осирисом и его помощниками по совокупности поступков, совершённых людьми при жизни. Тексты говорят об использовании весов для сравнения плохих и хороших дел, которые в более поздней Книге мёртвых стали ключевым событием суда Осириса. В текстах рассматриваются распространенные страхи живых, такие как необходимость заниматься физическим трудом, и помогают усопшему избежать этих неприятных задач с помощью заклинаний.
Тексты саркофагов сочетают в себе ритуальные действия, направленные на защиту, и стремление человека к благословенному существованию после смерти, благополучному переселению Ка и Ах и  и т. д. Вдобавок ко всему, тексты саркофагов содержат описание Страны мёртвых и её обитателей, включая описание Сехет Хотеп — тросниковых полей мира, древнеегипетского аналога райских кущ, — описание дорог Росетау, а также описание обители Осириса.

## Примеры
Текст саркофага №1130 — это речь бога солнца Ра, который обращается к усопшему:

Приветствую тебя с миром! Повторяю для тебя те добрые дела, которые мое собственное сердце сделало для меня внутри змеиного кольца, чтобы сгладить раздоры...

Я создал четыре ветра, чтобы каждый человек мог дышать в свое время...

Я сотворил Всемирный потоп, чтобы смиренные могли извлечь из него пользу, как великие...

Я сделал каждого человека похожим на своего товарища, и я не повелевал им поступать неправильно. Это их сердца не слушаются того, что я сказал...

Я создал богов из своего пота, а людей из слез глаз моих.

Текст саркофага №1031 произносит умерший, который отвечает:

Я буду плыть прямо на своей ладье, я властелин вечности, пересекающий небо.

Нет страха в моих конечностях, ибо Ху и Хека низвергнут для меня то злое чудовище.

Я увижу свет-землю, я буду жить в ней...

Уступи мне дорогу, чтобы я мог увидеть Нун и Амона! Ибо я тот Ах, что пройдёт мимо стражи...

Я экипирован и успешен в открытии портала!

Любой человек, знающий это заклинание, будет подобен Ра в восточном небе, и подобен Осирису в преисподней. Он спустится в огненный круг, и пламя его никогда не коснется!

Тексты саркофагов содержат описание древнеегипетской мифологии. Так, заклинание №74 содержит описание процесса воскрешения Осириса Изидой и Нефтидой:

О Беспомощный!

О, Беспомощный Спящий!

О, Беспомощный в месте том,

которого не знаешь ты, но знаю я!

Узри! Нашла я тебя лежащим на боку,

Великий Безмятежный.

— Ах, сестра!, — говорит Изида Нефтиде,

«Это брат наш,

Пошли поднимем ему голову,

Пошли соединим его кости,

Пошли соберем его конечности,

Пошли  положим конец его горю,

чтобы, насколько мы можем помочь, он больше не утомился»

Хотя эти слова относятся к Осирису, в контексте похорон усопшего считалось, что они в равной степени относятся и к душе умершего. Точно так же, как Осирис воскрес благодаря заклинанию сестер, так и душа усопшего пробудится после смерти и продолжит свой путь в надежде быть оправданной и допущенной в рай. Душа умершего участвовала в воскрешении Осириса, поскольку Осирис был частью путешествия души по мирской жизни: Осирис вдохнул в душу жизнь и был частью земли, посевов, рек, дома, которые человек знал при жизни. Заклинание 330 говорит:

Живу ли я, или умираю, я Осирис

Я вхожу и снова появляюсь через тебя

Я распадаюсь в тебе

Я расту в тебе... Я покрываю землю... Я не уничтожен

Ожидается, что душа проживет жизнь без грехов, будет достойна продолжения и будет оправдана Осирисом. Указания в тексте предполагают, что душа будет признана достойной, и что она узнает друзей  распознает угрозы. Заклинание 404 гласит:

Он [душа] прибудет к другой двери. Он обнаружит спутников-сестёр, стоящих там, а те скажут ему: «Подойди, мы хотим поцеловать тебя». И они отрежут нос и губы тому, кто не знает их имен.

Если душа не узнала Изиду и Нефтиду, то она не была оправдана и, следовательно, встретит какое-либо наказание. Заклинание 404 описывает душу, стоящую на пороге двери — и таких дверей будет много на пути. Кроме того, на пути усопшего будут разные божества, которых надо избегать или умилостивить.

## Книга двух Путей

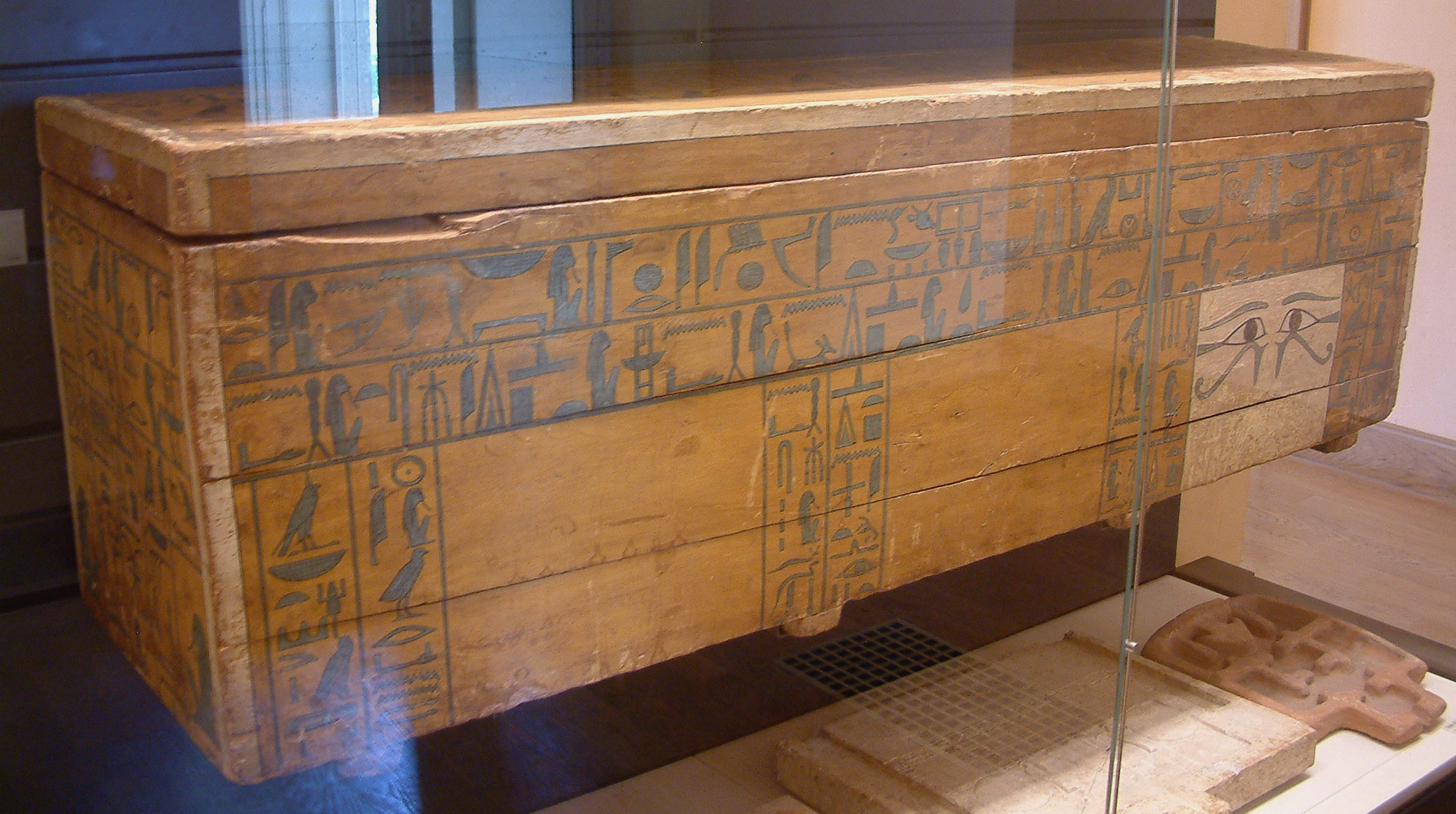
Саркофаг Среднего Царства XII Династии (1950—1900 год до н. э.). Найден вблизи города Асьют. В настоящее время находится в Лувре

Несколько саркофагов эпохи Среднего Царства, найденных в некрополе Дейр эль-Берша, содержат уникальные изображения, показывающие путешествие умершего через загробный мир. Эта коллекция, именуемая Книгой двух Путей, стала первым наглядным примером, показывающим подробную карту загробного мира Древнего Египта.
Книга двух Путей является предшественницей Книги Мёртвых, появившейся в период Нового Царства, в которой также содержится подробное описание маршрутов через загробный мир. Два пути отображают сухопутные и водные маршруты, разделённые огненным озером, которые ведут в обитель Осириса.

## Текст
Официальная нумерация и описание текстов саркофагов были выполнены в 1924 году египтологами Адрианом де Букком и Аланом Гардинером в рамках проекта Восточного института Чикагского университета:
- Том 1, Тексты заклинаний 1-75
- Том 2, Тексты заклинаний 76-163
- Том 3, Тексты заклинаний 164-267
- Том 4, Тексты заклинаний 268-354
- Том 5, Тексты заклинаний 355-471
- Том 6, Тексты заклинаний 472-787
- Том 7, Тексты заклинаний 787-1185
- Том 8, Копии текстов пирамид периода Среднего царства

Официального перевода на русский язык пока не выполнено.